# Gleb Kriulin
Gleb Aleksandrowicz Kriulin (ros. Глеб Александрович Криулин, ur. 4 lutego 1923, zm. 19 kwietnia 1988 w Mińsku) – radziecki polityk, dyplomata.
W 1941 ukończył technikum rolnicze, był sekretarzem rejonowego komitetu Komsomołu w obwodzie homelskim, 1941-1942 w Armii Czerwonej, 1942-1934 sekretarz podziemnego rejonowego komitetu Komsomołu, 1943-1944 starszy instruktor Białoruskiego Sztabu Ruchu Partyzanckiego. Od 1945 w WKP(b), 1945-1947 I sekretarz rejonowego komitetu Komsomołu w obwodzie pińskim, 1947-1949 I sekretarz rejonowego komitetu Komsomołu w obwodzie grodzieńskim, 1949-1950 słuchacz kursów przy KC Komsomołu Białorusi, 1950-1952 I sekretarz Komitetu Miejskiego Komsomołu w Brześciu, 1952-1954 I sekretarz Komitetu Miejskiego Komsomołu w Witebsku, 1954 I sekretarz Komitetu Obwodowego Komsomołu w Mohylewie. Słuchacz kursów przy KC Komsomołu, od 1954 do stycznia 1957 II sekretarz, a od stycznia 1957 do grudnia 1959 I sekretarz KC Komsomołu Białorusi, 1956 zaocznie ukończył Wyższą Szkołę Partyjną przy KC KPZR. Od grudnia 1959 szef Wydziału Organów Administracyjnych KC KPB, później szef Wydziału Organów Partyjnych przy KC KPB, od stycznia 1962 do grudnia 1964 przewodniczący Komitetu Wykonawczego Rady Obwodowej w Mohylewie (od stycznia 1963: Wiejskiej Rady Obwodowej w Mohylewie). Od 10 grudnia 1964 do 7 sierpnia 1974 I sekretarz Komitetu Obwodowego KPB w Mohylewie, od 8 kwietnia 1966 do 25 lutego 1986 zastępca członka KC KPZR, od 8 sierpnia 1974 do 24 grudnia 1982 ambasador nadzwyczajny i pełnomocny ZSRR w Korei Północnej, od stycznia 1983 do śmierci minister ubezpieczeń społecznych Białoruskiej SRR. Deputowany do Rady Najwyższej ZSRR od 7 do 9 kadencji. Odznaczony Orderem Czerwonego Sztandaru Pracy (1958).